# Frères ennemis (film, 2018)
Pour les articles homonymes, voir Frères ennemis.
Pour plus de détails, voir Fiche technique et Distribution.
Frères ennemis est un film français réalisé par David Oelhoffen, sorti en 2018.

## Synopsis
L'action commence avec une arrestation de trafiquants de cocaïne en banlieue : Driss (Reda Kateb), le policier qui a organisé l'opération, se fait interpeller en arabe par l'un des trafiquants qui lui reproche de travailler « pour les Français », mais il lui répond qu'il ne parle pas cette langue. On assiste ensuite à la sortie de prison d'un membre de la bande de Manuel (Matthias Schoenaerts), un ami d'enfance de Driss, devenu trafiquant de drogue. À la suite d'une tentative d'assassinat sur Manuel, son ami et associé Imrane est abattu. Driss reprend alors contact avec Manuel : Imrane travaillait pour lui comme informateur et Driss a besoin de Manuel pour continuer son enquête (qui vise un gang de gitans), tandis que Manuel a besoin de son ancien ami pour retrouver l'assassin d'Imrane.

## Fiche technique
- Titre : Frères ennemis
- Réalisation : David Oelhoffen
- Scénario : David Oelhoffen et Jeanne Aptekman
- Montage : Anne-Sophie Bion
- Musique : Superpoze
- Photographie : Guillaume Deffontaines
- Producteur : Margaux Balsan, Marc Du Pontavice
  - Coproducteur :
- Production : One World Films
  - SOFICA : Cofimage 29, Sofitvciné 5
- Distribution : BAC Films
- Pays de production :  France
- Genre : drame
- Durée : 111 minutes
- Dates de sortie :
  - Italie : 1er septembre 2018 (Mostra de Venise)[1]
  - France, Belgique : 3 octobre 2018

## Distribution
- Matthias Schoenaerts : Manuel Marco
- Reda Kateb : Driss, capitaine dans la brigade des stups
- Adel Bencherif : Imrane Mogalia, le « tonton »
- Fianso : Fouad
- Sabrina Ouazani : Mounia, la compagne d'Imrane
- Gwendolyn Gourvenec : Manon, l'ex-compagne de Manuel
- Nicolas Giraud : Rémi Rufo
- Ahmed Benaïssa : Raji, le « parrain » de la cité
- Marc Barbé : un membre de la brigade des stups
- Omar Salim : Nouri, un homme de Raji, sorti de prison
- Astrid Whettnall : la chef de la brigade des stups
- Yann Goven : Fernandez, membre de la brigade des stups
- Adem Benosmane : Yacine, fils d'Imrane et de Mounia

## Autour du film
- Le titre de travail du film était Territoires[2], car le sentiment d'appartenance au « territoire » des personnages ayant vécu leur jeunesse dans la cité est une composante importante de l'histoire.

## Récompenses et distinction
- Festival Polar de Cognac 2018 : Meilleur long métrage francophone[3]